# Karya Mulya (Rambah Samo)
Karya Mulya is een bestuurslaag in het regentschap Rokan Hulu van de provincie Riau, Indonesië. Karya Mulya telt 2321 inwoners (volkstelling 2010).